# اس‌ام یو-۷ (آلمان)
اس‌ام یو-۷ (آلمان) (به انگلیسی: SM U-7 (Germany)) یک زیردریایی بود که طول آن ۵۷٫۳ متر (۱۸۸٫۰ فوت) بود. این زیردریایی در سال ۱۹۱۰ ساخته شد.